# غلين أليسون
غلين أليسون (بالإنجليزية: Glenn Allison)‏ هو لاعب البولنغ ‏ أمريكي، ولد في 22 مايو 1930.